# C.J. Perez
Christian Jaymar Perez, detto C.J. (Kowloon, 17 novembre 1993), è un cestista filippino.

## Biografia
Perez nasce a Kowloon, ad Hong Kong, da padre nigeriano e madre filippina. Cresce a Bautista, nelle Filippine.

## Carriera
Viene selezionato come prima scelta assoluta al draft PBA 2018 dai Columbian Dyip. Al termine della sua prima stagione da professionista, vince il premio di Rookie of the Year e chiude con la media più alta di punti di tutto il campionato (24,4 punti a partita).
Il 2 febbraio 2021 viene scambiato ai San Miguel Beermen.

### Nazionale
Con le Filippine ha disputato i Campionati mondiali del 2019 e del 2023.